# Rotkvarija
Rotkvarija (en serbe cyrillique : Роткварија), également connu sous les noms de Žitni trg et de Jovanovski kraj, est un quartier de Novi Sad, la capitale de la province autonome de Voïvodine, en Serbie.
Le quartier, l'un des plus anciens de la ville, est situé à l'ouest du quartier de Stari grad (la « vieille ville »).

## Localisation

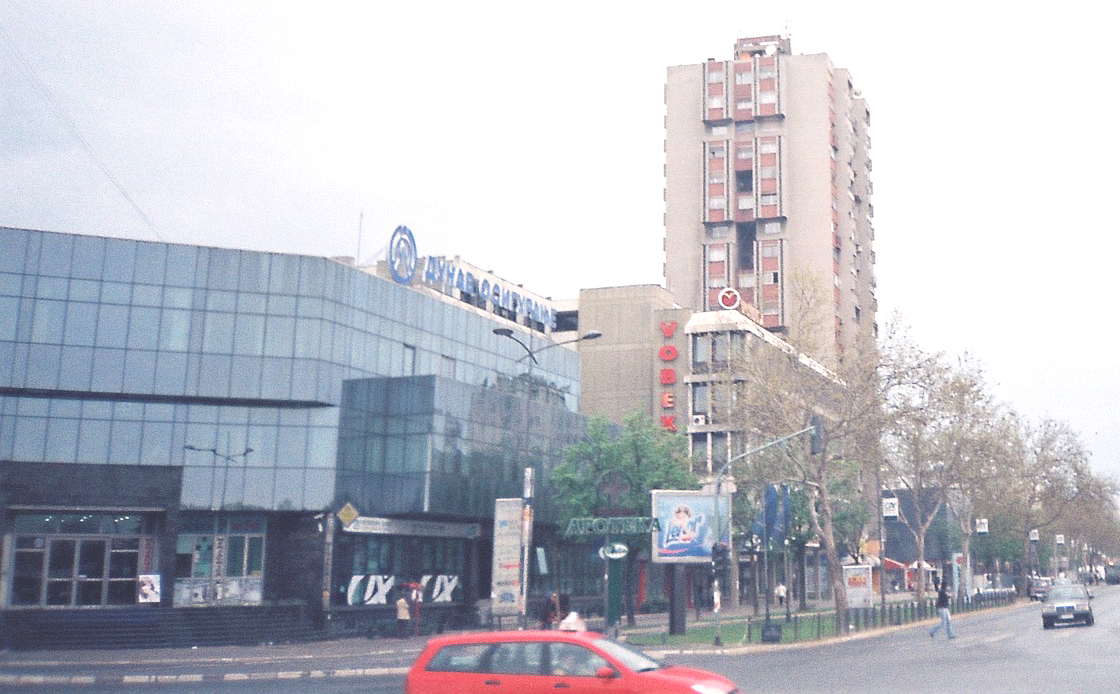
Le Bulevar oslobođenja dans le quartier de Rotkvarija

À l'ouest, Rotkvarija est délimité par le Bulevar oslobođenja (le « boulevard de la Libération »), au sud par la rue Jevrejska (la « rue des Juifs »), à l'est par les rues Šafarikova, Jovana Subotića et Kisačka.
Le quartier est ainsi entouré par ceux de Banatić au nord-ouest, Sajmište à l'ouest, Stari grad au sud-est et Salajka à l'est.
Sur le plan administratif, Rotkvarija fait partie de la communauté locale de Žitni trg.

## Nom et histoire
À l'origine, le quartier portait le nom de Jovanovski kraj. Le nom de Rotkvarija lui fut donné par les habitants de Salajka et Podbara, suggérant que ses habitants ne se nourrissaient que de « radis » (en serbe : rotkva). Il fut également connu sous le nom de Žitni Trg en raison d'un marché aux céréales qui y était établi ; cette dénomination perdure dans l'actuelle place Žitni trg (la « place au blé »).
Jusqu'en 1921, le quartier abritait l'église orthodoxe Saint-Jean et le cimetière Saint-Jean (en serbe : Svetojovanovska crkva et Svetojovanovsko groblje) qui lui donnaient son nom officiel de Jovanovski kraj. L'église, construite au début des années 1700 dans un style baroque, était la plus ancienne de Petrovaradinski Šanac (aujourd'hui Novi Sad). Au moment de la révolution de 1848-1849, elle fut incendiée ; reconstruite en 1853, elle fut détruite en 1921.

## Caractéristiques
Aux alentours du Bulevar Oslobođenja se trouvent des immeubles construits dans les années 1950, 1960 et 1970, entourés d'espaces verts. Au sud du quartier, jusqu'à la rue Jevrejska et au marché de Futog (Futoška pijaca), se trouvent des maisons familiales, parfois remplacées depuis 2000 par des bâtiments de plusieurs étages. Dans les rues Kraljevića Marka et Pap Pavla se trouvent encore des maisons anciennes remontant au XVIIIe siècle et aujourd'hui protégées par l'État.

## Rues
En plus de celles qui marquent les limites du quartier, les artères les plus importantes de Rotkvarija sont les rues Vuka Karadžića, Pap Pavla, Slovačka, Kraljevića Marka, Bulevar Kralja Petra I (« boulevard du roi Pierre Ier »), Save Kovačevića et le Žitni trg.

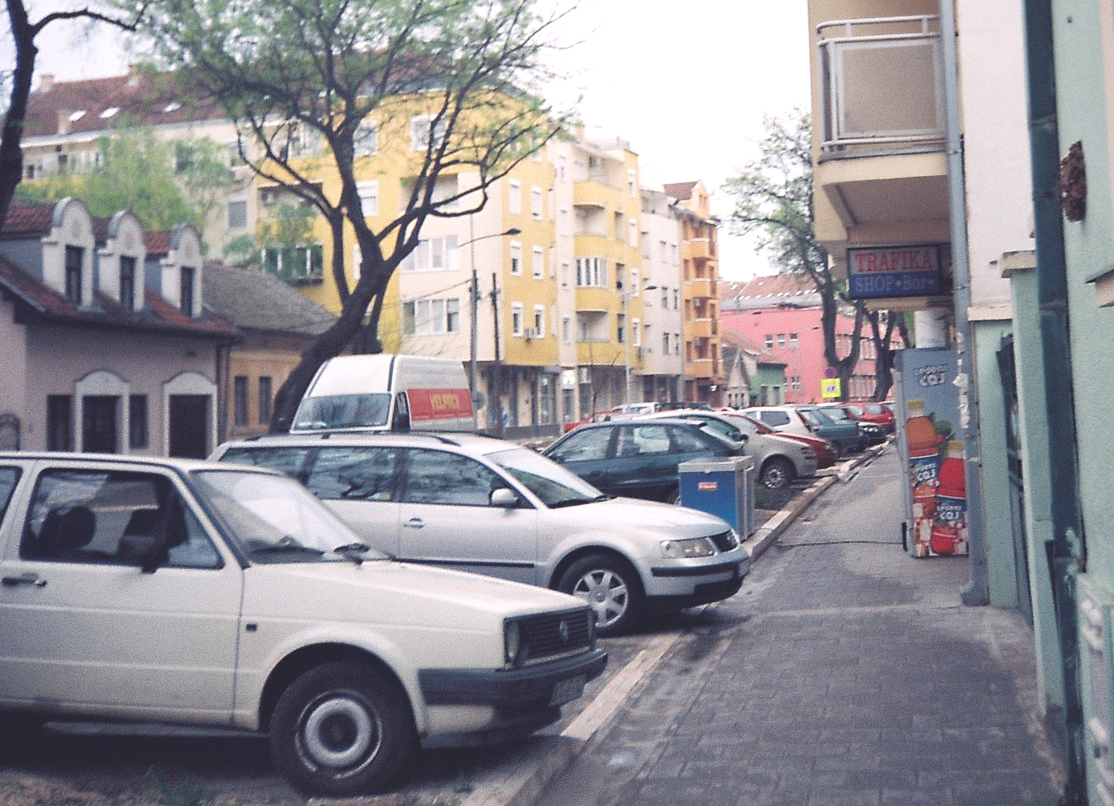
La rue Kraljevića Marka
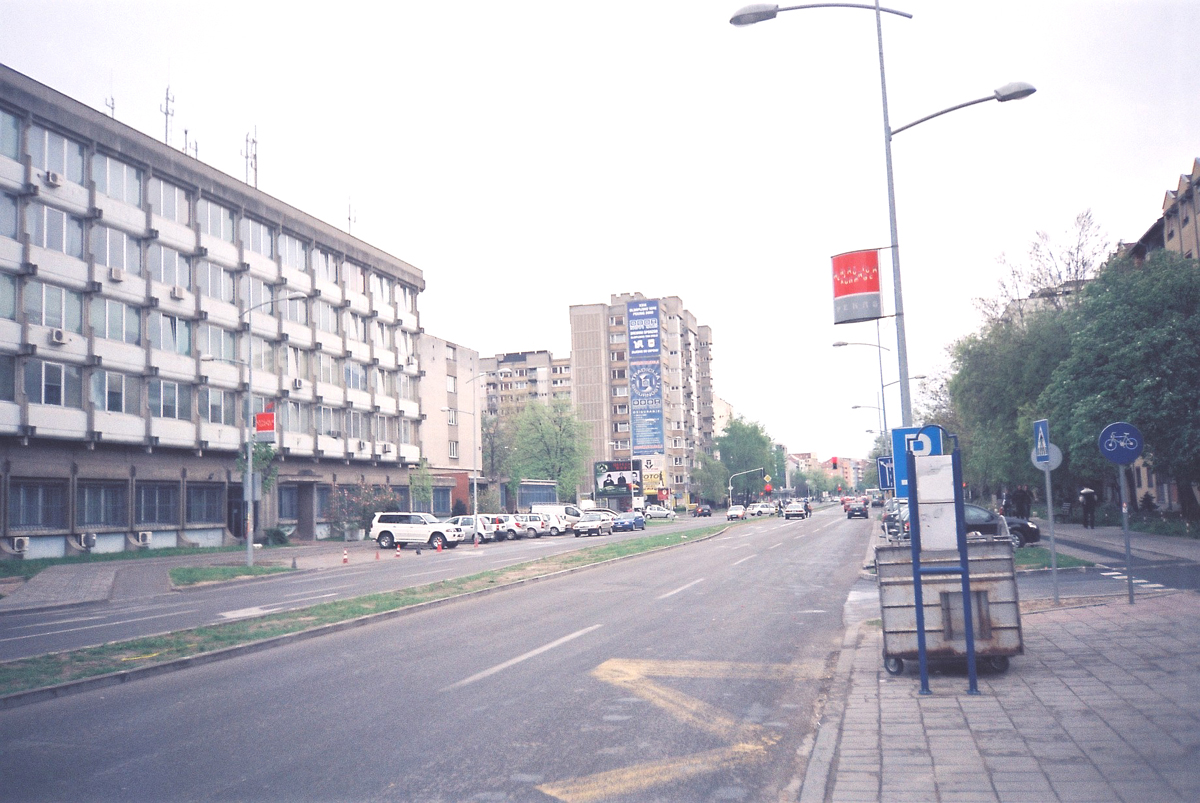
Le Bulevar Kralja Petra
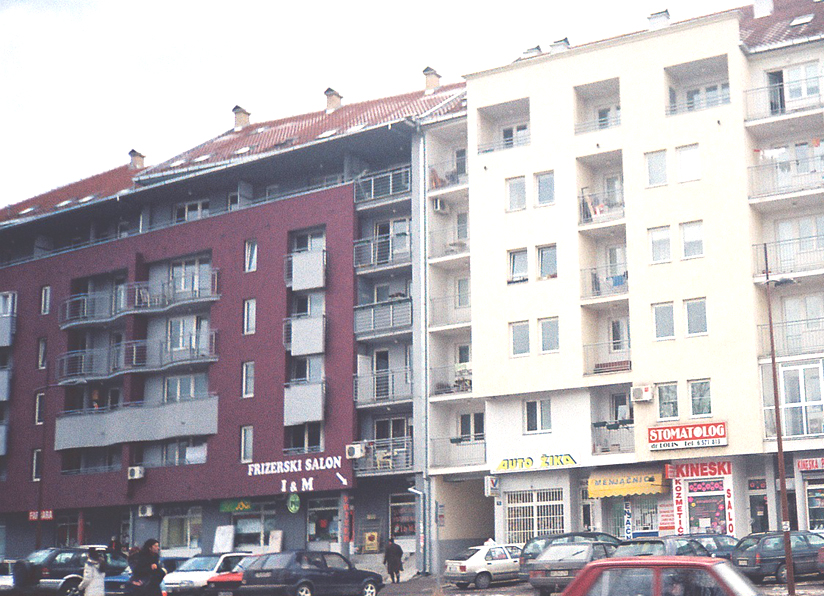
Le Žitni trg

## Culture et éducation

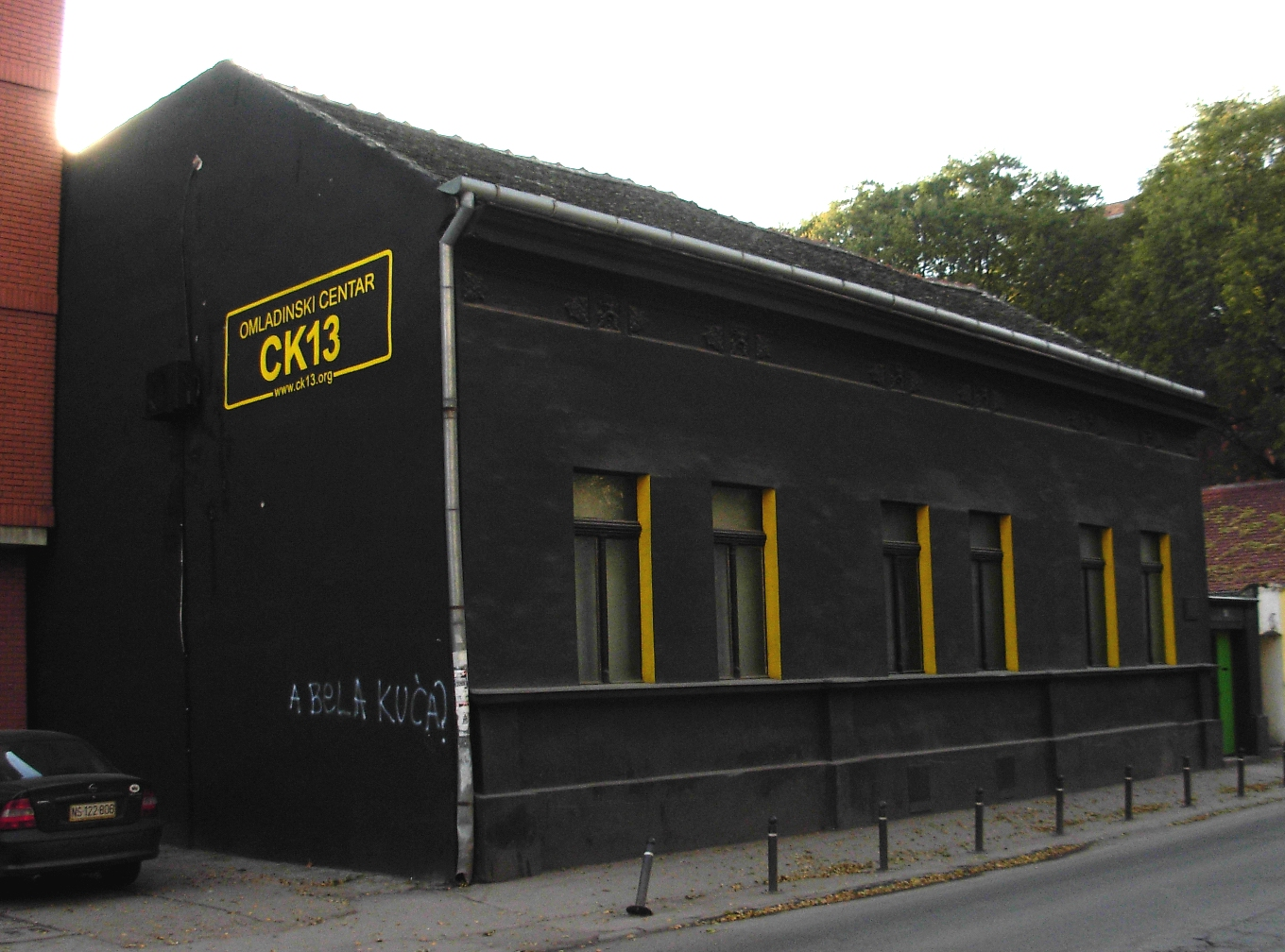
L'Omladinski centar CK13 (Crna kuća)

Dans le quartier se trouvent le Théâtre de Novi Sad (en serbe : Новосадско позориште et Novosadsko pozorište, en hongrois : Újvidéki színház), qui présente la particularité d'offrir un répertoire en hongrois, l'Omladinski centar CK13, également connu sous le nom de Crna kuća (la « maison noire »), ainsi que deux écoles élémentaires : l'école Ivo Lola Ribar et l'école Kosta Trifković.

## Économie, santé et institutions
Le marché de Futog (Futoška pijaca) se trouve à Rotkvarija, ainsi que de nombreux établissements commerciaux situés le long du Bulevar oslobođenja ; on y trouve aussi le bâtiment du journal et de la maison d'édition Dnevnik et le bâtiment de la Naftna industrija Srbije (« Industrie pétrolière de Serbie »), l'une des entreprises les plus importantes du pays.
Le quartier abrite également le siège administratif de la Police de Novi Sad, le Centre d'action sociale de la ville et le centre de santé Jovan Jovanović Zmaj.

## Édifices religieux
Le quartier dispose de quatre lieux de culte : la maison de prière de la communauté nazaréenne (services en serbe), l'église évangélique méthodiste (services en serbe), l'église évangélique slovaque (services en slovaque et occasionnellement en serbe) et le temple de l'église réformée calviniste (services en hongrois).

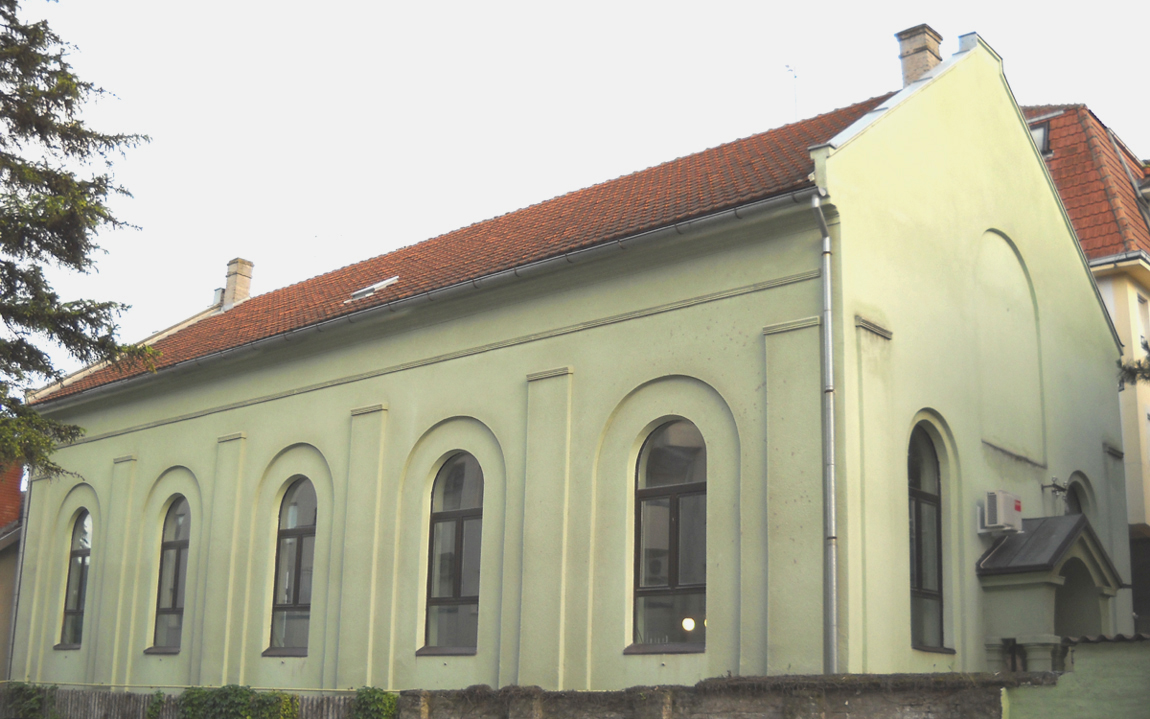
La maison de prière de la communauté nazaréenne
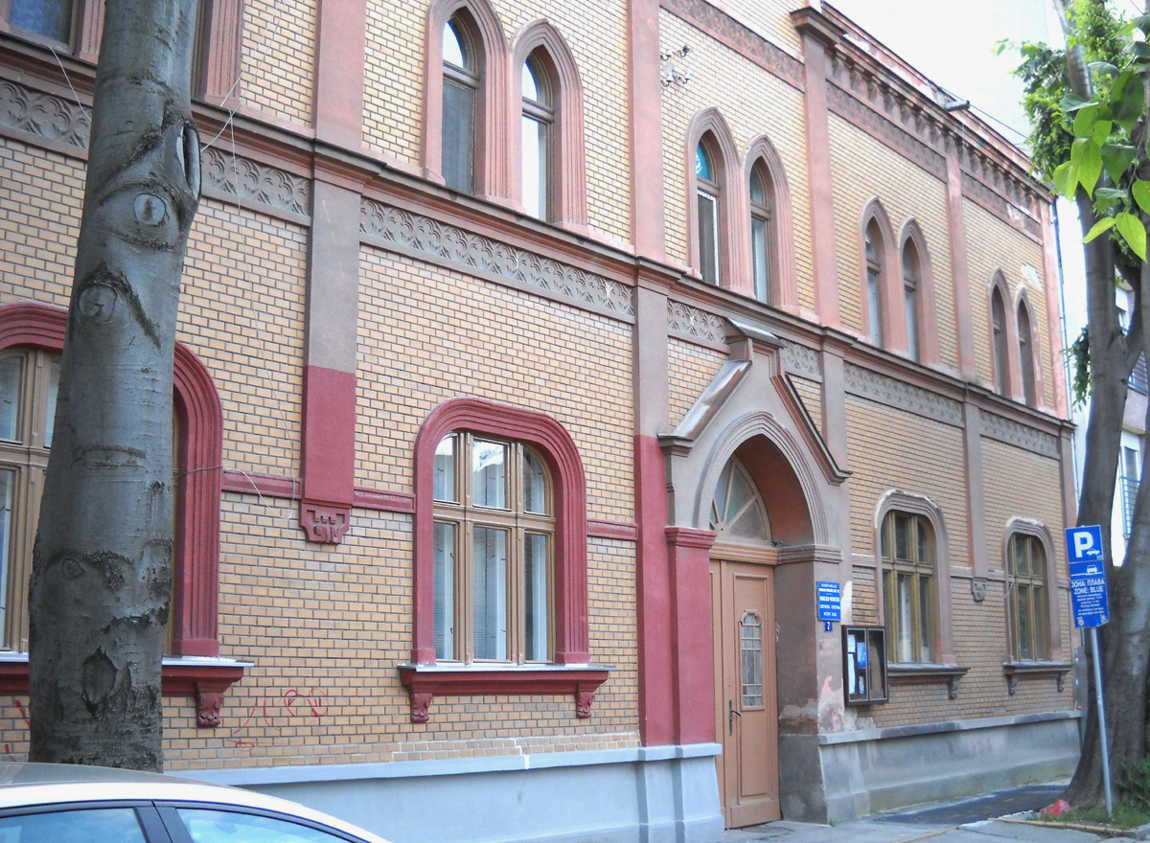
L'église méthodiste